# Сен-Тропе

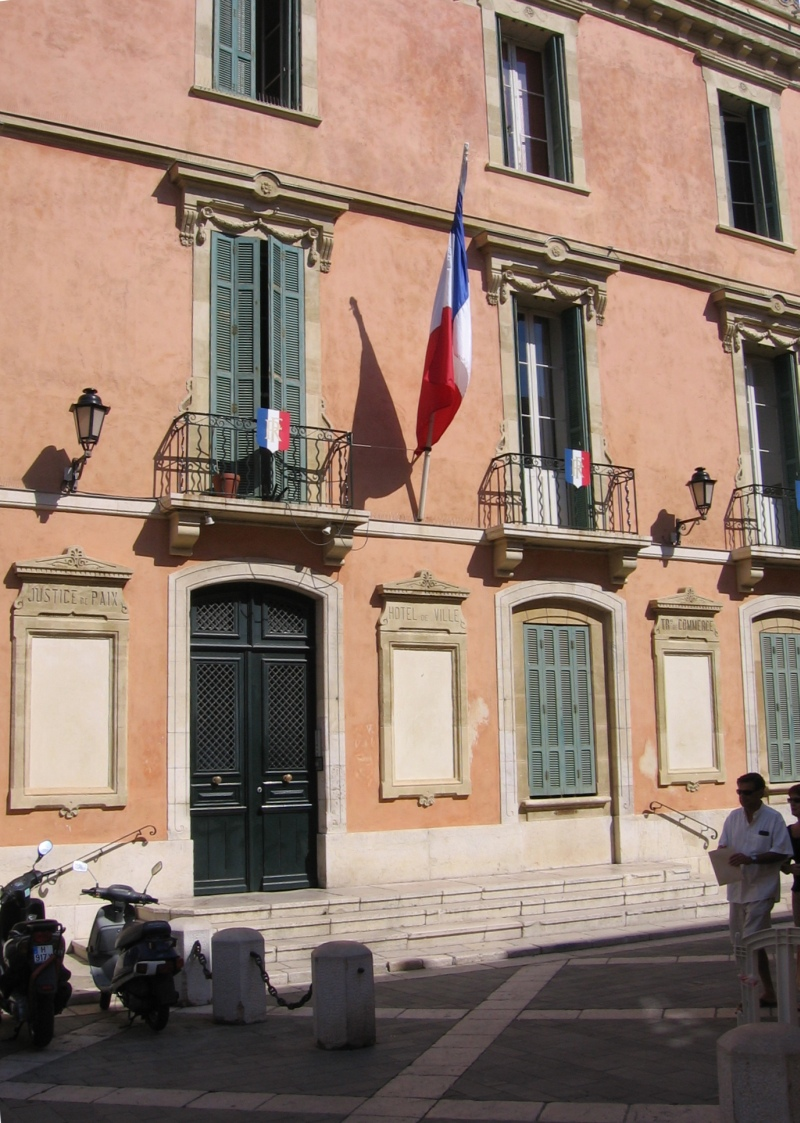
Ратуша

Сен-Тропе́ (фр. Saint-Tropez) — муніципалітет у Франції, у регіоні Прованс — Альпи — Лазурний Берег, департамент Вар. Населення — 3578 осіб (01.01.2021).
Муніципалітет розташований на відстані близько 710 км на південний схід від Парижа, 105 км на схід від Марселя, 60 км на схід від Тулона.

## Історія
В 599 р. до Р. Х. греки-фокейці заснували Массілію (нинішній Марсель) та створили інші пристані у цьому районі. Пліній Старший писав, що Атенополіс (давня назва Сен-Тропе) належав массілійцям. В 31 р. до Р. Х. римляни вторглися в цей регіон та побудували в цьому районі багато пишних вілл, у тому числі відому як «Villa des Platanes» (Вілла платанів). Першою назвою поселення було Гераклея-Каккалієра, а гирло його затоки отримало назву Іссамбр.
Свою сучасну назву місто отримало на честь Святого великомученика Торпіса (Тропіса, Трохима), обезголовлюваного в 60-і роки I століття по Р. Х. за часів Нерона при гоніннях на християн у районі сучасної Пізи. Згідно житія, його труп було покладено в старий човен разом з півнем і собакою, який прибило до берега на місці сучасного міста.
Після падіння Західної Римської імперії пірати декілька сотень років здійснювали напади на місто. 890—972 роках Сен-Тропе та його околиці були арабською мусульманською колонією, під орудою Фраксінет.
В 976 році Вільгельм I, граф Провансу, лорд Гримо, розпочав звільнення півдня Провансу від мусульман, а в 980 році він побудував вежу, де зараз стоїть Суффренська вежа. В 1079 і 1218 роках у папських буллах згадується про існування садиби в Сен-Тропе.
З 1436 року граф Рене I («добрий король Рене») здійснив заселення Провансу. Він створив баронію Гримо і звернувся до генуезця Рафаеля де Гарецціо, який відправив у цей район флот каравел, що мали на борту 60 генуезьких родин. Натомість граф Рене пообіцяв звільнити громадян від оподаткування. 14 лютого 1470 року Жан де Косса, барон Гримо і Великий Сенешал Прованський, погодився з тим, що генуезці мають право побудувати міські мури та дві великі вежі, які все ще стоять: одна вежа знаходиться в кінці Великої Моли, а друга — біля входу до Понче.
Місто було маленькою республікою зі своїм флотом та армією, під орудою двох консулів та 12 обраних депутатів. В 1558 році капітан міста Онорат Косте був уповноважений захищати місто — під його орудою ополчення та найманців, успішно протистояли атакам турків та іспанців, надали допомогу Фрежусу та Антібу та архієпископу Бордо відновити контроль над Леринськими островами.
Місто відбило напад флот іспанських галеонів 15 червня 1637 року; Les Bravades des Espagnols — місцеве релігійне та військове свято, відзначає цю перемогу. Обіцянка графа Рене від 1436 року не обкладати податками громадян Сен-Тропе діяла до 1672, коли Людовик XIV скасував її, привівши місто під французьку оруду.

## Клімат
| Клімат Сен-Тропе                           | Клімат Сен-Тропе | Клімат Сен-Тропе | Клімат Сен-Тропе | Клімат Сен-Тропе | Клімат Сен-Тропе | Клімат Сен-Тропе | Клімат Сен-Тропе | Клімат Сен-Тропе | Клімат Сен-Тропе | Клімат Сен-Тропе | Клімат Сен-Тропе | Клімат Сен-Тропе | Клімат Сен-Тропе |
| Показник                                   | Січ.             | Лют.             | Бер.             | Квіт.            | Трав.            | Черв.            | Лип.             | Серп.            | Вер.             | Жовт.            | Лист.            | Груд.            | Рік              |
| Середній максимум, °C                      | 12,1             | 12,6             | 14,3             | 16,5             | 19,7             | 23,4             | 27               | 27,3             | 24,3             | 20,2             | 15,6             | 13               | 18,8             |
| Середня температура, °C                    | 9,3              | 9,6              | 11               | 13,2             | 16,3             | 20               | 23,3             | 23,4             | 20,8             | 17,1             | 12,8             | 10,3             | 15,6             |
| Середній мінімум, °C                       | 6,5              | 6,6              | 7,8              | 9,8              | 13               | 16,5             | 19,5             | 17,3             | 14,1             | 9,9              | 7,5              | 6                | 12,3             |
| Середня кількість сонячних годин на місяць | 147,8            | 148,9            | 203,2            | 252,1            | 234,9            | 280,6            | 310,3            | 355,5            | 319,5            | 247,0            | 201,5            | 145,5            | 2748,1           |
| Норма опадів, мм                           | 82.4             | 82.8             | 64.7             | 53.2             | 40.1             | 25.7             | 15.5             | 27.8             | 57.0             | 104.9            | 85.7             | 72.2             | 711.8            |
| ------------------------------------------ | ---------------- | ---------------- | ---------------- | ---------------- | ---------------- | ---------------- | ---------------- | ---------------- | ---------------- | ---------------- | ---------------- | ---------------- | ---------------- |

## Транспорт

### Міжміський

#### Морський

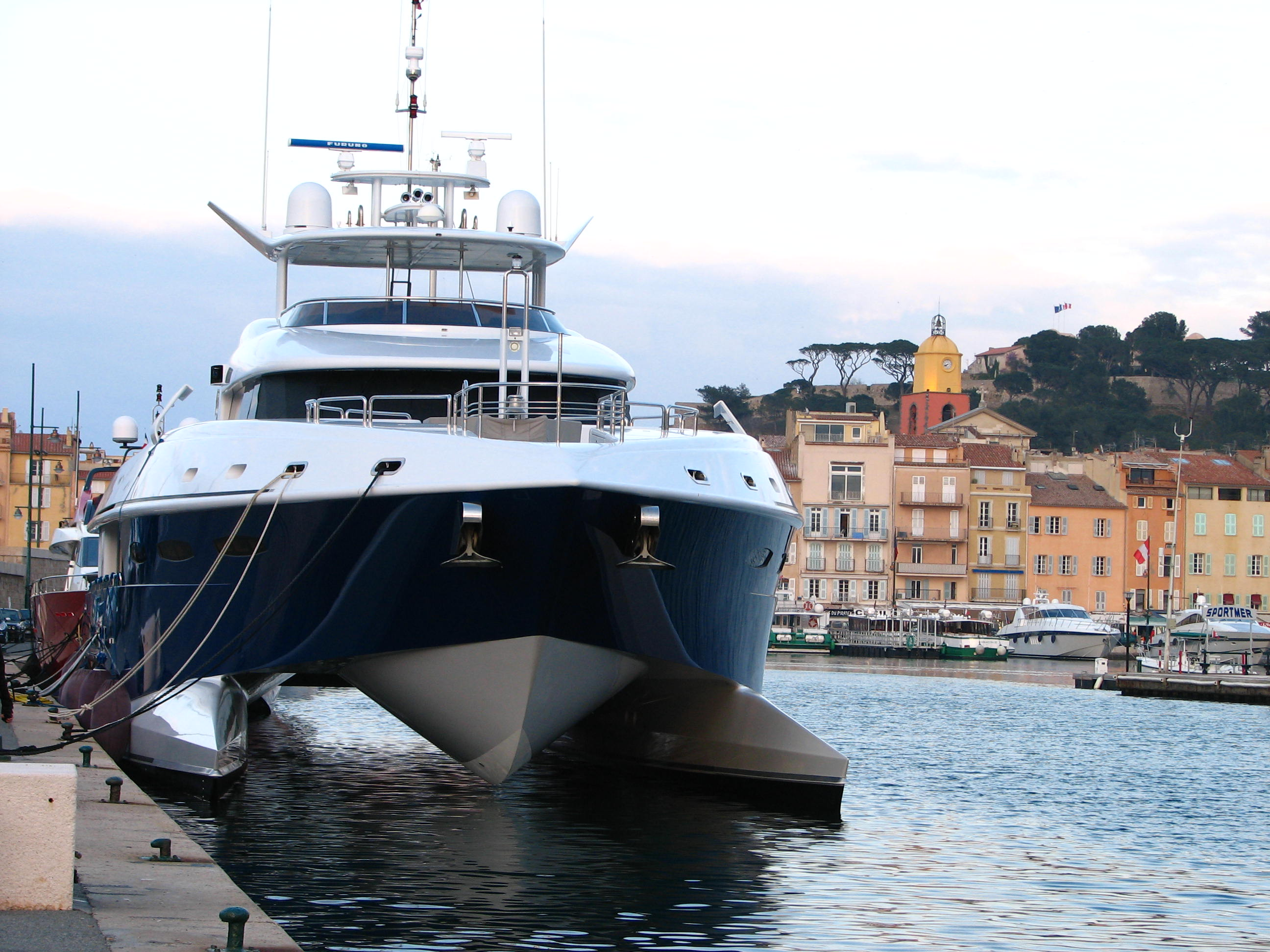
Марина Сен-Тропе

У порту Сен-Тропе діє дві марини на 800 яхтомісць. Влітку діє поромне сполучення між Сен-Тропе та Ніццею, Сент-Максімом, Каннами, Сен-Рафаелем. Також можна зафрахтувати приватні яхти.

#### Повітряний
Власне у Сен-Тропе немає аеропорту, але є чартерні рейси до/з клубів, міста та пляжів гелікоптером.
Найближчий аеропорт — Сен-Тропе, розташований у місті Ла-Моль, за 15 км SW від Сен-Тропе.
Інші найближчі аеропорти:
- Ніцца (~ 95 км)
- Тулон (~ 52 км)
- Марсель (~ 158 км)[13][14]

#### Сухопутний
У Сен-Тропе немає залізничної станції. Найближча станція — Сен-Рафаель-Валескур, розташована у Сен-Рафаелі (за 39 км від Сен-Тропе), від якої діє автобусне сполучення до Сен-Тропе.
У Сен-Тропе є автовокзал (фр. Gare routière de Saint-Tropez), розташований на площі Бланкі.
Автострадами до Сен-Тропе можна дістатися:
- A8 (E80).
- A57

### Міський транспорт
У місті діють маршрутки, що забезпечують трансфер між містом та пляжами Пампелон.

## Демографія
Динаміка населення ( ):
Розподіл населення за віком та статтю (2006):
| Стать | Всього | До 15 років | 15-24 | 25-44 | 45-64 | 65-85 | Понад 85 |
| --- | ------ | ----------- | ----- | ----- | ----- | ----- | -------- |
| Чоловіки | 2624   | 356         | 198   | 622   | 832   | 556   | 60       |
| Жінки | 2986   | 348         | 179   | 736   | 863   | 772   | 88       |
| \| Статево-вікова піраміда \| Статево-вікова піраміда \| Статево-вікова піраміда \| \| ----------------------- \| ----------------------- \| ----------------------- \| \| Чоловіки \| Вік \| Жінки \| \| 60 \| 85 + \| 88 \| \| 92 \| 80-84 \| 192 \| \| 112 \| 75-79 \| 204 \| \| 212 \| 70-74 \| 184 \| \| 140 \| 65-69 \| 192 \| \| 192 \| 60-64 \| 168 \| \| 211 \| 55-59 \| 292 \| \| 223 \| 50-54 \| 180 \| \| 206 \| 45-49 \| 223 \| \| 116 \| 40-44 \| 206 \| \| 235 \| 35-39 \| 259 \| \| 191 \| 30-34 \| 171 \| \| 80 \| 25-29 \| 100 \| \| 99 \| 20-24 \| 80 \| \| 99 \| 15-20 \| 99 \| \| 123 \| 10-14 \| 99 \| \| 134 \| 5-9 \| 154 \| \| 99 \| 0-4 \| 95 \| |        |             |       |       |       |       |          |
| Статево-вікова піраміда |        |             |       |       |       |       |          |
| Чоловіки | Вік    | Жінки       |       |       |       |       |          |
| 60 | 85 +   | 88          |       |       |       |       |          |
| 92 | 80-84  | 192         |       |       |       |       |          |
| 112 | 75-79  | 204         |       |       |       |       |          |
| 212 | 70-74  | 184         |       |       |       |       |          |
| 140 | 65-69  | 192         |       |       |       |       |          |
| 192 | 60-64  | 168         |       |       |       |       |          |
| 211 | 55-59  | 292         |       |       |       |       |          |
| 223 | 50-54  | 180         |       |       |       |       |          |
| 206 | 45-49  | 223         |       |       |       |       |          |
| 116 | 40-44  | 206         |       |       |       |       |          |
| 235 | 35-39  | 259         |       |       |       |       |          |
| 191 | 30-34  | 171         |       |       |       |       |          |
| 80 | 25-29  | 100         |       |       |       |       |          |
| 99 | 20-24  | 80          |       |       |       |       |          |
| 99 | 15-20  | 99          |       |       |       |       |          |
| 123 | 10-14  | 99          |       |       |       |       |          |
| 134 | 5-9    | 154         |       |       |       |       |          |
| 99 | 0-4    | 95          |       |       |       |       |          |

## Економіка
2010 року серед 2719 осіб працездатного віку (15—64 років) 1983 були активними, 736 — неактивними (показник активності 72,9%, у 1999 році було 74,1%). З 1983 активних мешканців працювало 1736 осіб (881 чоловік та 855 жінок), безробітними було 247 (114 чоловіків та 133 жінки). Серед 736 неактивних 186 осіб було учнями чи студентами, 248 — пенсіонерами, 302 були неактивними з інших причин.

У 2010 році у муніципалітеті було зазначене 2761 оподатковане домогосподарство, у яких проживали 5394,5 особи, медіана доходів виносила 21 423 євро на одного особоспоживача.

## У масовій культурі
До 1950-х рр. місто мало відрізнялося від інших рибальських селищ і було мало відоме широкому загалу. Нову популярність, особливо серед заможних людей, воно отримало в 1956 році, коли в Сан-Тропе знімався відомий фільм «І Бог створив жінку» з Бріджит Бардо в головній ролі. Пізніше популярність місту додала серія кінокомедій про «жандарма із Сен-Тропе» з Луї де Фюнесом в головній ролі. В 1968 році вийшов фільм «Басейн» (Ален Делон, Ромі Шнайдер), дія якого відбувається в Сен-Тропе.

## Уродженці
- Марсель Обур (*1940) — відомий у минулому французький футболіст, воротар.

## Сен-Тропе у кінофільмах
Найвідоміші фільми, події яких відбуваються у Сен-Тропе:

- «І Бог створив жінку», 1956,
- «Басейн», 1969,
- «Укол парасолькою», 1980, — а також шість фільмів про пригоди жандарма із Сен-Тропе з Луї де Фюнесом у головній ролі — * Жандарм із Сен-Тропе (Le gendarme de Saint-Tropez), 1964
- Жандарм у Нью-Йоркові (Le gendarme à New York), 1965
- Жандарм одружується (Le Gendarme se marie), 1968
- Жандарм на відпочинку (Le Gendarme en Balade), 1970
- Жандарм та інопланетяни (Le gendarme et les extra-terrestres), 1978
- Жандарм та жандарметки (Le Gendarme et les gendarmettes), 1982.